# Serengeti
Serengeti Nationalpark er en nationalpark i Tanzania. Den har et areal på ca. 14.763 km² og ligger i økosystemet Serengeti mellem Victoriasøen, Eyasi-søen og Great Rift Valley, mod nordøst grænser den op mod Masai Mara vildtreservat i Kenya og sydøst til Ngorongoro. Nationalparken blev optaget på UNESCOs liste over Verdensarv i 1981.
Området har bl.a. mere end 2.000.000 gnuer, 500.000 gazeller og 250.000 zebraer.
Hele Serengeti omfatter 30.000 km² og er af Tanzanias største turistattraktioner. Det gælder ikke mindst den årlige migration, hvor flere millioner zebraer og gnuer vandrer rundt på sletterne efter et temmelig kortlagt mønster.